# Ошевлєк
Ошевлєк (словен. Oševljek) — поселення в общині Ренче-Вогрско, Регіон Горишка, Словенія. Висота над рівнем моря: 68,8 м. Розташоване на південний схід від Ренче.